# Morus insignis
Morus insignis, el salvio lechoso, güillo, morera silvestre o mora de árbol es un árbol de la familia de las moráceas que crece en los bosques húmedos en las montañas de Centroamérica y Sudamérica, entre los 1.200 y 3.000 m de altitud.
Alcanza entre 15 y 30 m de altura. Produce abundante látex. Ramas blancuzcas a pardas. Hojas oblongas a elípticas, de 4 a 25 por 2,5 a 14 cm, margen dentado, ápice acuminado, ásperas, con inervación prominente en el envés y pecíolo de 0,5 a 3 cm de largo. Inflorescencias masculinas espigadas, inflorescencias femeninas en espiga de 3 a 13,5 cm de longitud. Frutos de 8 mm de diámetro, carnosos y rojizos, comestibles.
Investigadores han encontrado en las hojas compuestos que estimulan la producción de insulina y podrían usarse en el tratamiento de la diabetes